# Časlav Klonimirović
Časlav Klonimirović bio je srpski knez koji je vladao sredinom 10. stoljeća, najvjerojatnije u razdoblju (933. – 950. godine). 
Za Časlavove vladavine Srbija u ranom srednjem vijeku doživljava svoj veliki uspon. Knez Časlav dolazi na prijestolje poslije povratka iz Kraljevine Hrvatske, gdje ga je prognao ujak, župan Zaharija Pribislavljević. 
U nekoliko bitaka pobijedio je Bugare i uspostavio svoju vlast u Raškoj. Za vrijeme građanskog rata u Hrvatskoj i vladavine kralja Miroslava osvojio je male rubne kneževine Duklju, Travunju i Zahumlje. Njegova država je vjerojatno obuhvaćala jug današnje BiH, Crnu Goru, sjeverne dijelove Albanije, jugozapad Srbije i sjever Kosova. Prijestolnica mu je vjerojatno bio grad Dostinika, između Đakovice i Peći. Knez Časlav je poginuo, oko 950. godine, u borbi protiv Mađara na sjeveru svoje zemlje. To je ujedno bio i posljednji knez iz najstarije srpske dinastije Višeslavića, poslije čije se smrti Srbija raspala.